# Stipa rhizomata
Stipa rhizomata là một loài thực vật có hoa trong họ Hòa thảo. Loài này được A.Zanin & Longhi-Wagner miêu tả khoa học đầu tiên năm 1990.